# تباين عام (فيزياء)

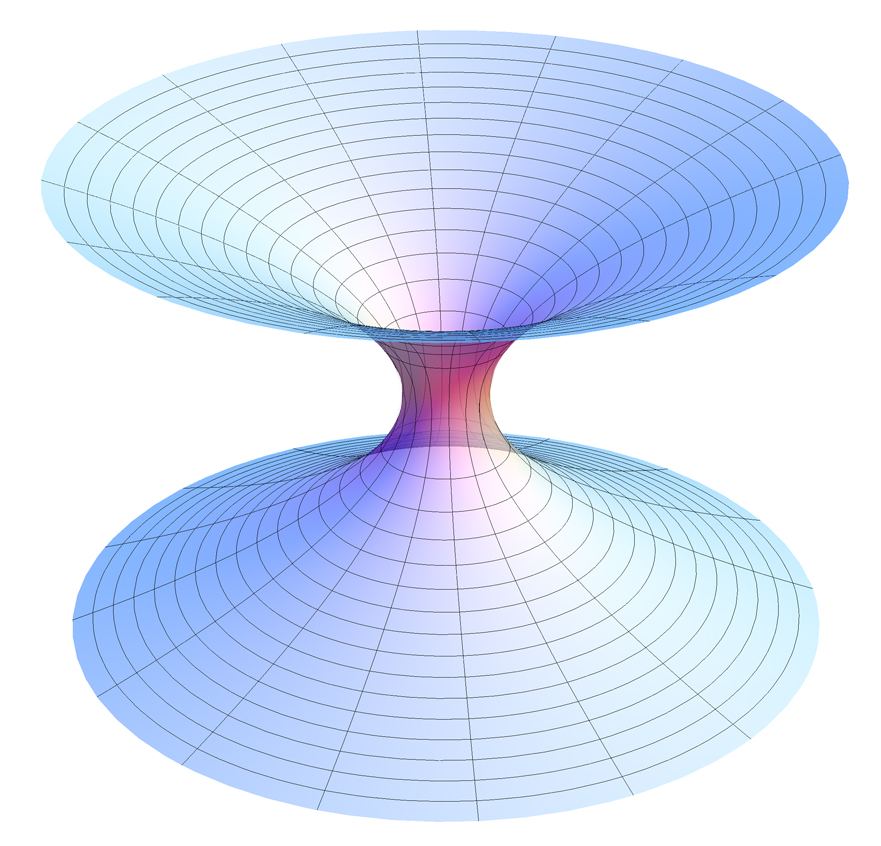
تمثيل بصري لثقب شوارزشيلد الدودي. لم يتم رصد الثقوب الدودية أبداً، لكن تم تنبؤ وجودها من خلال نماذج رياضية ونظريات علمية.

في الفيزياء النظرية، يتكون التباين العام، والمعروف أيضًا باسم التغير في الشكل أو الاختلاف العام، من ثبات شكل القوانين الفيزيائية في ظل التحولات الإحداثية التفاضلية العشوائية.

## نبذة
الفكرة الأساسية هي أن الإحداثيات لا توجد بداهة في الطبيعة، ولكنها مجرد حيل مستخدمة في وصف الطبيعة، وبالتالي لا ينبغي أن تلعب أي دور في صياغة القوانين الفيزيائية الأساسية. بينما يتم عرض هذا المفهوم من خلال النسبية العامة، التي تصف ديناميكيات الزمكان. بالنسبة لمجالات المادة التي يتم أخذها في الوجود بشكل مستقل عن الخلفية، فليس من المعتاد أن تأخذ معادلات الحركة نفس الشكل في الفضاء المنحني الذي تفعله في الفضاء المسطح.

## نظرة عامة
يأخذ القانون الفيزيائي المعبر عنه بطريقة متغيرة بشكل عام نفس الشكل الرياضي في جميع أنظمة الإحداثيات. النظرية الكلاسيكية (غير الكمومية) للديناميكا الكهربائية هي إحدى النظريات التي لها مثل هذه الصيغة.
اقترح ألبرت أينشتاين هذا المبدأ لنظريته النسبية الخاصة. ومع ذلك، كانت تلك النظرية مقتصرة على أنظمة إحداثيات الزمكان المرتبطة ببعضها البعض بحركة قصور ذاتية موحدة. أدرك أينشتاين أن المبدأ العام للنسبية يجب أن ينطبق أيضًا على الحركات النسبية المتسارعة، واستخدم الأداة المطورة حديثًا لحساب المكان لتوسيع تباين لورنتز العالمي للنظرية الخاصة (ينطبق فقط على إطارات القصور الذاتي) إلى تباين لورنتز المحلي الأكثر عمومية (والذي ينطبق على جميع الإطارات)، مما أدى في النهاية إلى إنتاج نظريته النسبية. يتوافق الاختزال الموتر المتري إلى مكان مينكوفسكي المتري مع حركة السقوط الحر (الجيوديسية)، في هذه النظرية وبالتالي يشمل ظاهرة الجاذبية.
يتألف الكثير من العمل على نظريات المجال الموحد الكلاسيكي من محاولات لتوسيع النظرية العامة للنسبية لتفسير ظواهر فيزيائية إضافية، لا سيما الكهرومغناطيسية، في إطار التباين العام، وبشكل أكثر تحديدًا ككائنات هندسية بحتة في استمرارية الزمكان.

## روابط خارجية
- Norton، J.D. (1993). "General covariance and the foundations of general relativity: eight decades of dispute" (PDF). Reports on Progress in Physics. دار نشر معهد الفيزياء  [لغات أخرى]‏. ج. 56 ع. 7: 791–858. Bibcode:1993RPPh...56..791N. DOI:10.1088/0034-4885/56/7/001. مؤرشف من الأصل في 2021-06-19. اطلع عليه بتاريخ 2018-10-17.{{استشهاد بدورية محكمة}}:  صيانة الاستشهاد: BOT: original URL status unknown (link) صيانة الاستشهاد: علامات ترقيم زائدة (link) ("archive" version is re-typset, 460 kbytes)